# Поляновице (Малопольское воеводство)
Полянови́це (пол. Polanowice) — село в Польше в сельской гмине Сломники Краковского повета Малопольского воеводства.

## География
Село располагается в 6 км от административного центра гмины города Сломники и в 19 км от административного центра воеводства города Краков. Село находится на Малопольском пути святого Иакова.

## История
Первое упоминание о селе относится к 1224 году. В это время село было родовым имением Бенька Поляновича. В 1536 году село перешло в собственность Ядвиги Пермус. В 2005 году село насчитывало 142 домохозяйств с 687 жителями.
В 1975—1998 годах село входило в состав Краковского воеводства.

## Население
По состоянию на 2013 год в селе проживало 691 человек.
| 2007 | 2013 |
| ---- | ---- |
| 687  | 691  |

| Перепись  | Всего   | Всего | Женщины | Женщины | Мужчины | Мужчины |
| --------- | ------- | ----- | ------- | ------- | ------- | ------- |
| Единицы   | человек | %     | человек | %       | человек | %       |
| Население | 691     | 100   | 357     | 51,66   | 334     | 48,34   |

## Социальная структура
В селе действует начальная школа.